# Nanaj
Nanaj (persiska: نَنَج, چِشمِه پَهنِ نَنَج, نَهِنجِه, نَنَّج, ننج) är en ort i Iran.   Den ligger i provinsen Hamadan, i den nordvästra delen av landet, 280 km sydväst om huvudstaden Teheran. Nanaj ligger 1 735 meter över havet och antalet invånare är 778.
Terrängen runt Nanaj är kuperad åt sydost, men åt nordväst är den platt. Runt Nanaj är det ganska tätbefolkat, med 104 invånare per kvadratkilometer. Närmaste större samhälle är Malāyer, 15,1 km söder om Nanaj. Trakten runt Nanaj består i huvudsak av gräsmarker.